# Yarnell, Arizona
Yarnell este o localitate cu statutul de loc desemnat pentru recensământ (în engleză census-designated place), cunoscut și prin acronimul său, CDP) din comitatul Yavapai, statul Arizona, Statele Unite ale Americii. Populația localității Yarnell fusese de 649 locuitori la data celui de-al 23lea recensământ al Uniunii din anul 2010. Economia localității Yarnell se bazează pe ranching, minerit și servicii acordate călătorilor și a celor pensionați. Localitatea vecină, Peeples Valley, aflată la circa cinci kilometri nord, are legături strânse cu Yarnell.

## Istoric
În anul 1865, aur a fost descoperit în Yarnell de către Charles Genung (1839 – 1916), un cunoscut pionier al regiunii. Numele comunității a fost preluat după numele de familie a unui alte explorator al zonei, Harrison Yarnell, care a descoperit mina din Yarnell în anul 1873. Cunoscuta rută istorică U.S. Route 89, care trece prin Yarnell, (actualmente Drumul statal 89, în original State Route 89), a fost asfaltată încă din 1933, fiind pentru mulți ani drumul major dintre Phoenix și Wickenburg, către Prescott și partea nordică a statului Arizona.
La data de 30 iunie 2013, incendiul din Yarnell a distrus circa jumătate din localitate, ucigând 19 pompieri aflați în acțiunea de stopare a dezastrului.

## Geografie
Yarnell se găsește la coordonatele 34°13′21″N 112°44′59″V / 34.22250°N 112.74972°V (34.222569, -112.749608).GR1
Conform datelor furnizate de United States Census Bureau, localitatea (acronim, CDP-ul) are o suprafață totală de circa 22,78 km2 (sau 8.8 sqmi), în întregime uscat.

## Atracții
Înălțimea/Culmea Yarnell (conform, Yarnell Hill), care determină șoseaua să urce circa 760 metri altitudine pe parcursul a doar 6 km, care se găsește în nord-estul orașului, este o destinație turistică cunoscută.
Relicvele Sfântului Iosif al Munților (conform, The Shrine of Saint Joseph of the Mountains) este de asemenea o populară atracție turistică, deși este ascunsă printre niște bolovani imenși aflați pe Înălțimea Yarnell. Oricum, există o potecă mrcată, care pornește din locul de parcare, aflat în apropierea vârfului culmii, care duce direct la relicve.
În apropierea localității există și fostele localități miniere, actualmente dispărute (conform, localități fantomă) cunoscute ca Stanton, Octave și Congress. Rich Hill din Weaver a fost locul unde se găseau cele bogate zăcăminte de aur din întreaga Arizona, descoperite în 1863 de montaniarzii Pauline Weaver și A. H. Peeples, unul din cunoscuții prospectori ai timpului.
Yarnell include de aemenea o comunitate mică, cunoscută ca Glen Ilah.

## Educație
Local, districtul The Yarnell Elementary School District #52 deservește toți elevii din clasele 1 - 8. Elevii de liceu sunt incluși în difeite districte locale.